# هاوس سبرينغز (ميزوري)
هاوس سبرينغز (بالإنجليزية: House Springs)‏ هي إحدى المجتمعات الفردية (غير مصنفة) في ولاية ميزوري في الولايات المتحدة الأمريكية.